# Mosquée Hassan Bek
La mosquée Hassan Bek  (arabe : مسجد حسن بك, hébreu : מסגד חסן בק), aussi connue sous le nom de mosquée Hasan Bey, est une des mosquées les plus connues de Jaffa. La ville de Jaffa fait maintenant partie de la municipalité de Tel Aviv-Jaffa en Israël.
L'histoire de cette mosquée est étroitement liée aux différentes étapes du conflit israélo-palestinien, en commençant par des conflits inter-communautaires sous l' empire ottoman et sous le mandat britannique pour continuer de nos jours. La mosquée occupe une place symbolique et émotionnelle particulière pour la population arabe de Jaffa.
Le style architectural ottomane de la mosquée contraste avec les gratte-ciel modernes construits à proximité. Elle se situe entre le quartier de Neve Tzedek et la mer Méditerranée.

## Histoire
La mosquée Hassan Bek Mosque a été construite en 1916, par ordre du gouverneur arabe-turc de Jaffa du même nom. À cette époque, les villes de Jaffa (arabe) et Tel-Aviv (juive, créée à compter de 1909) cherchaient à s'étendre vers le nord en se bloquant mutuellement. La mosquée faisait partie de Manshiye,quartier nord de Jaffa le long du littoral méditerranéen.
La mosquée a été occupée et utilisée par des snipers arabes pour tuer des juifs pendant les cinq mois qui ont précédé la création de l'Etat d'Israël ; environ 1200 tirs ont été comptabilisés par l'Irgoun et près de 160 personnes ont été alors tuées ou blessées gravement. D'après Yosef Nahmias, membre de l'unité de l'Irgoun qui a conquis le site au 28 avril 1948, après deux jours de tentative, ses hommes ont placé des charges de démolition dès sa capture et s'apprêtaient à la faire exploser. Mais le principal dirigeant de l'Irgoun, qui était Menachem Begin (futur ministre du gouvernement d'union nationale en 1967 puis premier ministre israélien à compter de 1977), y a mis son veto.
Les habitations arabes aux alentours de la mosquée ont été rasées, remplacées par des gratte-ciel et un parc ainsi que le Dolphinarium (utilisée au début pour des spectacles de dauphins qui ont été arrêtés à la suite des protestations des groupes de protection des animaux, puis transformée en boîte de nuit – devenue tristement célèbre en 2001). La mosquée Hassan Bek fut épargnée à la suite des hésitations des autorités municipales et étatiques qui ne voulaient pas être liées à la désécralisation d'un site sacré musulman.Elle est le seul témoin du passé d'avant 1948.

## Scandale immobilier de 1979

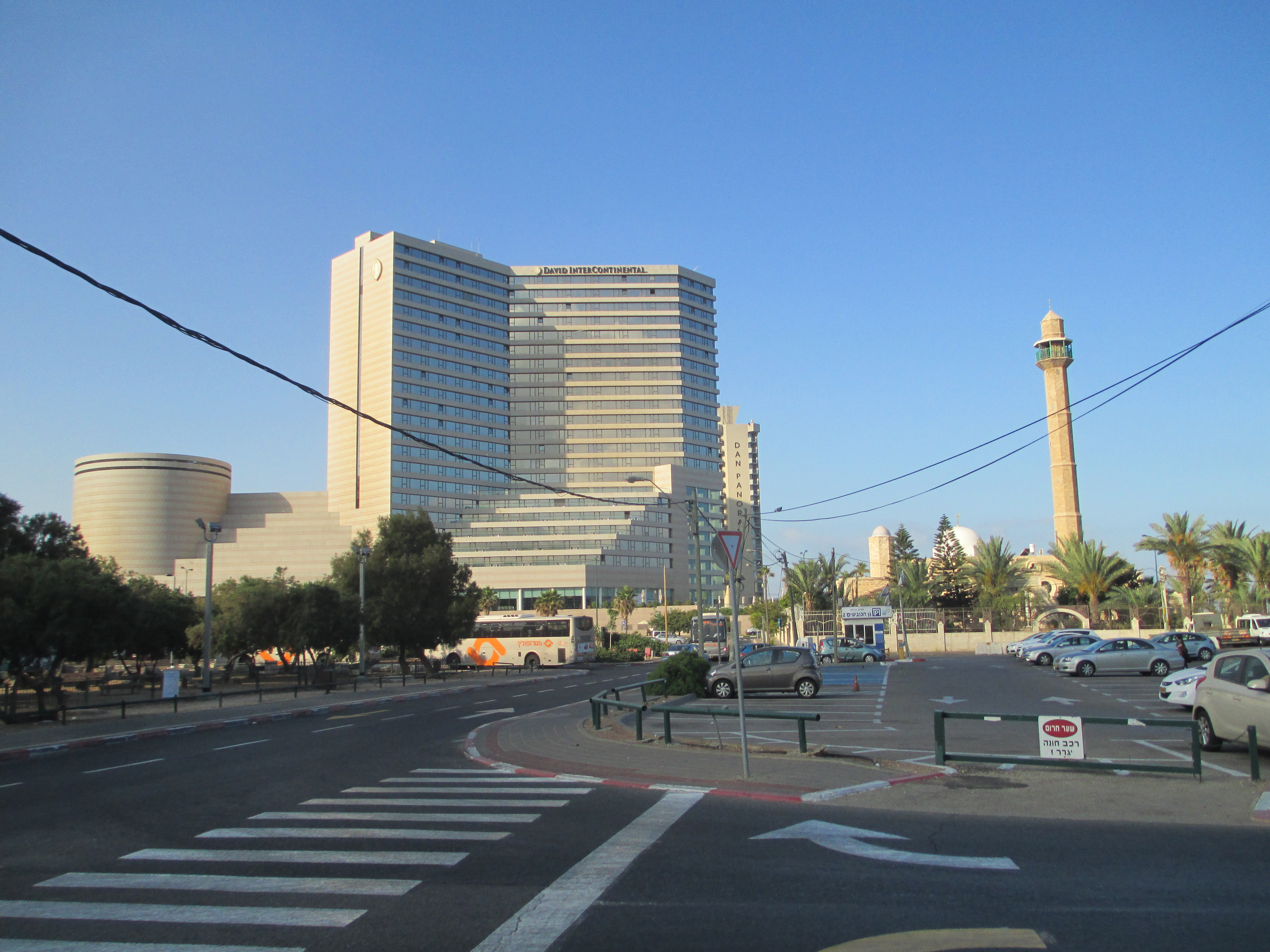
Hotel intercontinental David et la mosquée Hassan Bek

La mosquée Hassan Bek a été laissée à l'abandon pendant de nombreuses années et sa coquille vide a été utilisée par les sans-abris et trafiquants de drogue. En 1979, l'annonce est faite que le Jaffa Islamic Properties' Trustees (J.I.P.T.) avait vendu la mosquée et ses terrains au magnat immobilier Gershon Peres (frère de Shimon Peres, alors chef du parti travailliste israélien). La mosquée allait être transformée en centre commercial.
Cette nouvelle provoqua une vague de protestations des arabes de Jaffa, soutenus par des groupes juifs de défense des droits humains, qui prétendaient que le J.I.P.T. avait été désigné par le gouvernement d'Israël mais que cette structure ne représentait pas la communauté musulmane de Jaffa. L'argent aurait été détourné pour finir dans leurs poches. Le projet immobilier a été abandonné et la mosquée est retournée sous le contrôle de la communauté musulmane de Jaffa.

## Écroulement et reconstruction
Le minaret de la mosquée s'écroula peu après le transfert de propriété aux musulmans de Jaffa. Cet événement est officiellement décrit comme étant un « accident » mais les arabes de Jaffa et les israéliens de gauche considèrent qu'il s'agit d'un acte de sabotage commis par des groupes d'extrême droite et/ou des vétérans de l'Irgoun qui avait conquis cette mosquée et la zone avoisinante le 28 avril 1948.
Aucune enquête n'a été menée à la suite de ces rumeurs mais les autorités ont permis la reconstruction du minaret en utilisant des travailleurs bénévoles et des fonds fournis notamment par la Jordanie et l'Arabie saoudite. La communauté musulmane de Jaffa maintient une présence active dans la mosquée malgré la distance considérable entre celle-ci et le quartier où réside la population arabe de Jaffa, qui n' a pas quitté le secteur après la création de l'Etat juif le 14 mai 1948.